# 櫻井翔
櫻井翔（日语：／ Sakurai Shō，1982年1月25日—）是日本男藝人、新聞節目主持人，偶像團體嵐成員之一，現隸屬於株式會社嵐，在嵐中代表顏色為紅色。

## 生平
1995年10月22日，加入傑尼斯事務所。
1999年9月15日，以「嵐」身分出道。
1999年11月3日，以《A·RA·SHI》一曲正式CD出道。
2002年1月11日，參與傑尼斯事務所的成人禮，與瀧澤秀明、今井翼（瀧與翼）一同參拜明治神宮，立會人為坂本昌行（V6）。
2002年10月5日，開始個人電台節目「SHO BEAT」。
2003年1月18日，於日本電視台《好孩子的伙伴》中首次主演劇集，飾演鈴木太陽。
2004年3月23日畢業於日本著名大學慶應義塾大學經濟學部，成為首個大學畢業的傑尼斯偶像成員，掀起往後傑尼斯成員的大學熱。
2004年12月4日，首次主演舞台劇「WEST SIDE STORY」。
2006年1月14日，舉辦首個個人演唱會。
2006年7月22日，首次主演電影《蜂蜜與四葉草》，飾演竹本祐太。
2006年10月，開始擔任日本電視台《NEWS ZERO》星期一主播。
2008年8月，擔任日本電視台《2008年北京奧運會》主播。
2009年1月，電影《小雙俠》上映，飾演高田頑。
2009年3月，被邀前往紐約Comic Con擔任小雙俠全球首映嘉賓。
2009年12月15日，首次擔任日本樂壇盛事Best Artists的總司儀。
2009年12月16日，被Gentlemen's Quarterly（GQ） 雜誌選為《GQ 2009 Man of the Year》。
2010年2月，擔任日本電視台《溫哥華冬季奧運》主播。
2010年7月，前往莫斯科訪問前蘇聯總統戈爾巴喬夫，討論世界貧窮及核子武器問題，獲得戈爾巴喬夫讚賞。
2010年12月15日，再次被委任為日本樂壇盛事Best Artists的總司儀。
2011年8月27日，電影《神的診療簿》上映，飾演栗原一止。
2011年11月30日，三度被委任為日本樂壇盛事Best Artists的總司儀。
2012年5月13日，NTV公佈任命為《2012年倫敦奧運會》主播。
2012年10月，遠赴美國紐約為NEWS ZERO特別週取材，報導美國總統大選和失業青年問題。
2012年11月28日，四度連任日本樂壇盛事Best Artists的總司儀。
2013年2月28日，於ORICON「希望成為戀人的名人」選舉首奪冠軍。
2013年4月，主演劇集《家族遊戲》，飾演吉本荒野。
2013年7月6日，擔任日本電視台NTV六十週年特別製作The Music Day的總司儀，進行12小時音樂節目直播。
2013年8月3日，電影《推理要在晚餐後》上映，飾演影山。
2013年11月27日，五度連任日本樂壇盛事Best Artists的總司儀。
2014年2月，擔任日本電視台《索契冬季奧運》特別主播。
2014年2月14日，於ORICON「希望成為戀人的名人」選舉成功二連霸。
2014年3月21日，電影《神的診療簿2》上映，飾演栗原一止。
2014年7月12日，擔任「音樂的力量」司儀。
2014年11月26日，六度連任日本樂壇盛事Best Artists的總司儀。
2015年7月6日，第三年擔任日本電視台NTV特別製作The Music Day的總司儀音樂節目直播。
2015年11月24日，第七次擔任BEST ARTIST2015 綜合司會
2016年7月2日，第四年擔任日本電視台NTV特別製作The Music Day的總司儀音樂節目直播。
2016年8月，為日本電視台NTV擔任《2016年里約熱內盧奧運會》主播。
2016年11月29日，八度擔任日本電視台NTV音樂盛事 Best Artists 2016 總司儀。
2017年7月1日，第五年擔任日本電視台NTV特別製作The Music Day的總司儀音樂節目直播。
2017年8月26、27日，櫻井翔、龜梨和也(KAT-TUN)、小山慶一郎(NEWS)共同成為今年日本電視台系「24小時電視40」的主要主持人。
2017年10月，主演NTV秋季日劇《只是先出生的我》，飾演校長鳴海涼介。
2018年5月4日，電影《拉普拉斯的魔女》上映，飾演地球化學教授青江修介。
2018年7月7日，第六年擔任日本電視台NTV特別製作THE MUSIC DAY 伝えたい歌的総合司会。
2018年11月28日，第十次擔任日本電視台NTV音樂盛事 Best Artists 総合司会。
2018年12月31日，首次以個人身份擔任NHK紅白歌合戦白組司会。
2019年11月27日，第十一次擔任日本電視台NTV音樂盛事 Best Artists 総合司会。
2019年12月31日，連續兩年以個人身份擔任NHK紅白歌合戦白組司会。
2021年4月11日，日本電視台日劇《涅墨西斯》，飾演風間尚希。
2021年9月28日，在傑尼斯官方粉絲網頁發表婚訊，同日嵐成員相葉雅紀亦宣布結婚。
2023年2月16日，透過經紀公司向粉絲傳達孩子出生的好消息。

## 個人生活
私下與演員妻夫木聰及佐藤隆太關係要好，節目櫻井有吉的危險夜會亦曾貼身跟拍3人的旅行。
喜歡吃的東西: 很多，而且吃東西時的樣子很香。
不喜歡吃的東西: 香菜(至今未能克服)。
由2006年起擔任NEWS ZERO周一夜間新聞主播。
擅長鋼琴，曾於演唱會和紅白擔任伴奏，後來亦在Instagram上載過彈琴的短片。
不擅長繪畫，經常會畫出難以理解的作品，因而被稱為團中的「畫伯」。
有懼高症，害怕吊鋼絲和空中繩網陣。
在節目嵐的大挑戰中透露小時候曾一星期學8項活動，例如書法、游泳、吹奏樂等等。

## 得獎紀錄
| 年份                     | 大賞名稱                    | 獎項       | 作品                         |
| ------------------------ | --------------------------- | ---------- | ---------------------------- |
| 2001年4月13日－6月29日   | 第5回日刊體育日劇大賞       | 新人賞     | 《離天國最近的男人2》（TBS） |
| 2011年10月18日－12月20日 | TV LIFE第21回電視劇大賞     | 主演男優賞 | 《推理要在晚餐後》（CX）     |
| 2013年4月－6月           | 第77回日劇學院賞            | 主演男優賞 | 《家族遊戲》（CX）           |
| 2013年4月－6月           | TV LIFE第23回年度電視劇大賞 | 主演男優賞 | 《家族遊戲》（CX）           |

## Rap作品
- 因為在嵐的音樂活動中擔任Rapper，被稱為「櫻Rap」(sakurap)，在歌迷間由來已久，平井堅在音樂節目MUSIC STATION中也提過這名字。
- 在2003年第11張單曲《比言語更重要的東西》以後，Rap部分的歌詞全由櫻井翔作為筆名一手包辦。(在此之前，櫻井翔以 "SHOW" 的名義作詞)

### A面單曲
- 比言語更重要的東西（2003年9月3日）
- PIKA★★NCHI DOUBLE（2004年2月18日）
- 櫻花盛開（2005年3月23日）
- 安啦沒問題（2006年5月17日）
- We can make it!（2007年5月2日）
- Step and Go（2008年2月20日）
- 前往風的彼方（2008年8月20日）
- Believe（2009年3月4日）
- Face Down（2012年5月9日）
- Daylight（2016年5月18日）

### B面單曲
- 五里霧中（2004年2月18日）
- 二人的紀念日（2005年11月16日）
- NA!NA!NA!（2006年5月17日）
- 永遠（2007年2月21日）
- Di-Li-Li（2007年5月2日）
- Still...（2007年9月5日）
- 發條鐘的傘（2009年11月11日）
- 螺旋墜落（2010年5月19日）
- Boom Boom（2011年2月23日）
- うたかた（2011年11月2日）
- ふたりのカタチ（2012年3月7日）
- Sync（2014年2月12日）

### 專輯收錄曲
- HERE WE GO!（2002年7月17日）
  - Theme of ARASHI
  - ALL or NOTHING Ver.1.02
- How's it going?（2003年7月9日）
  - Crazy ground的國王
  - Lucky Man
  - 調色盤
  - 舉起手吧
- 就趁現在（2004年7月21日）
  - The Bubble
  - EYES WITH DELIGHT
  - RIGHT BACK TO YOU
- 5×5 THE BEST SELECTION OF 2002←2004（2004年11月10日）
  - La tormenta 2004（僅限通常盤）
- One（2005年8月3日）
  - Overture
  - 夏天的名字
  - 美好的世界
  - Yes?No?
- ARASHIC（2006年7月5日）
  - Runaway Train
  - Raise Your Hands
  - COOL & SOUL
  - Secret Eyes
- Time（2007年7月11日）
  - WAVE
  - 太陽的世界
  - ROCK YOU
  - Cry for you
  - 風
  - LIFE
  - Can't Let You Go（僅限初回限定盤）
- Dream "A" live（2008年4月23日）
  - Move your body
  - 彩虹的彼方
  - Flashback
  - My Answer
  - Once Again（僅限通常盤）
  - Hip Pop Boogie（僅限初回限定盤）
- 1999-2009 完全精選!（2009年8月19日） 
  - Re(mark)able（僅限初回限定盤）
- 我眼中的風景（2010年8月4日） 
  - movin' on
  - 向上吧
  - T.A.B.O.O
  - let me down
  - 天空那麼高
  - Summer Splash!
- Beautiful World（2011年7月6日） 
  - Rock this
  - まだ見ぬ世界へ
  - Hung up on
  - Joy
  - このままもっと
- Popcorn（2012年10月31日）
  - Fly on Friday
  - Welcome to our party
  - 旅は続くよ
  - Cosmos
  - Up to you
- LOVE（2013年10月23日）
  - 愛を歌おう
  - P・A・R・A・D・O・X
  - sugar and salt
  - Starlight kiss
- THE DIGITALIAN（2014年10月23日）
  - Tell me why
  - Asterisk
  - Hey Yeah!
  - Take Off !!!!!（僅限通常盤，全曲作詞）
- Japonism（2015年10月21日）
  - 心之空（心の空）
  - 想念你（君への想い）
  - Rolling days
  - In The Room（イン・ザ・ルーム）
- Are You Happy?（2016年10月26日）
  - Sunshine
  - To my homies
  - TWO TO TANGO（僅限通常盤）

### 未收錄曲
- La Tomenta (舊版)
- スケッチ
與二宮和也的共同作品
- Unti Unti
- Where is the Love?
改编自黑眼豆豆作品
- 我們的song
與大野智的共同作品
- いつかのsummer(RAP版)
與相葉雅紀的共同作品
- joyful
- 筆尖的方向 chapterI～chapterIII
- 直到化為星星
- 婚禮歌
作曲為二宮和也
- 聖誕歌
- 二人的紀念日（完整Rap版）
- The LoveLike
與ha-j的共同作品
- Touch Me Now
- Hip Pop Boogie Chapter II 
『ARASHI BLAST in Miyagi』

## 出演作品

### 電視劇
- 註：角色名粗體字者表示為主演

| 首播   | 劇名                              | 角色                         | 電視台     |
| 1999年 | 熱血戀愛道 case.9 白羊座的AB型BOY | 武內彰                       | 日本電視台 |
| 1999年 | V之嵐                             | 櫻井翔                       | 富士電視台 |
| 2000年 | 27HTV 父親                        | 大村彰                       | 富士電視台 |
| 2001年 | 離天國最近的男人2                 | 藤堂步                       | TBS        |
| 2002年 | 木更津貓眼                        |                              | TBS        |
| 2002年 | 輪胎少年                          | 翔                           | 富士電視台 |
| 2003年 | 好孩子的伙伴                      | 鈴木太陽                     | 日本電視台 |
| 2003年 | 池袋西口公園 SP                   | （友情出演）                 | TBS        |
| 2003年 | 演技者 蒼蠅取紙                   | 山田陽平                     | 富士電視台 |
| 2004年 | Nurse Man Special                 | 岩田正也                     | 日本電視台 |
| 2004年 | 劇團演技者 UNLUCKY DAYS 棗的邪念  | カントク                     | 富士電視台 |
| 2004年 | 時生 給父親的口信                 | 宮本時生                     | NHK        |
| 2005年 | 不良少年回母校之不良少年的夢SP    | 義家弘介                     | TBS        |
| 2005年 | 劇團演技者                        | 川瀨潤                       | 富士電視台 |
| 2007年 | 世界奇妙物語 才能糖果             | 太田真和                     | 富士電視台 |
| 2007年 | 貧窮貴公子                        | 御村託也                     | TBS        |
| 2009年 | 音樂孩子王 第7話                  | 櫻井翔（友情出演）           | 朝日電視台 |
| 2009年 | THE QUIZ SHOW                     | 神山悟                       | 日本電視台 |
| 2009年 | 我的乖乖女 最終話                 | 佐藤（友情出演）             | 朝日電視台 |
| 2010年 | 最後的約束                        | 富澤友紀夫                   | 富士電視台 |
| 2010年 | 神戶新聞7日間                     | 三津山朋彥                   | 富士電視台 |
| 2010年 | 代书万万岁！！                    | 田村勝弘                     | TBS        |
| 2011年 | 推理要在晚餐後                    | 影山                         | 富士電視台 |
| 2012年 | 再也不誘拐了                      | 影山（友情出演）             | 富士電視台 |
| 2012年 | 推理要在晚餐後 SP                 | 影山                         | 富士電視台 |
| 2012年 | Blackboard〜與時代戰鬥的教師們〜  | 白濱正平                     | TBS        |
| 2012年 | 爸爸是偶像 第1話                  | 櫻井翔                       | TBS        |
| 2013年 | 家族遊戲                          | 吉本荒野                     | 富士電視台 |
| 2013年 | 推理要在晚餐後 船上偵探影山       | 影山                         | 富士電視台 |
| 2013年 | 推理要在晚餐後 風祭警部的事件簿   | 影山（特別出演）             | 富士電視台 |
| 2015年 | 大使閣下的料理人                  | 大澤公                       | 富士電視台 |
| 2016年 | 談戀愛世界難 最終話               | 櫻井翔@News Zero（友情出演） | 日本電視台 |
| 2017年 | 獻給你的徽章                      | 鷹匠和也                     | 富士電視台 |
| 2017年 | 只是先出生的我                    | 鳴海涼介                     | 日本電視台 |
| 2019年 | NO SIDE GAME 最終話               | 赤木一輝（友情出演）         | TBS        |
| 2021年 | 涅墨西斯                          | 風真尚希                     | 日本電視台 |
| 2023年 | 佔領大醫院                        | 武藏三郎                     | 日本電視台 |
| 2024年 | 佔領新機場                        | 武藏三郎                     | 日本電視台 |
| 2024年 | 微笑俄羅斯娃娃                    | 清家一郎                     | TBS        |
| 2025年 | 佔領放送局                        | 武藏三郎                     | 日本電視台 |

### 電影
| 首播   | 劇名                                           | 角色     |
| 2002年 | PIKA☆NCHI LIFE IS HARD but HAPPY               | 鴨川忠   |
| 2003年 | 木更津貓眼日本系列                             |          |
| 2004年 | PIKA☆☆NCHI Double LIFE IS HARD therefore HAPPY | 鴨川忠   |
| 2006年 | 蜂蜜與四葉草                                   | 竹本祐太 |
| 2006年 | 木更津貓眼完結篇                               |          |
| 2007年 | 黃色的眼淚                                     | 向井龍三 |
| 2009年 | 小雙俠                                         | 高田頑   |
| 2011年 | 神的病歷簿                                     | 栗原一止 |
| 2013年 | 電影版推理要在晚餐後                           | 影山     |
| 2014年 | 神的病歷簿2                                    | 栗原一止 |
| 2014年 | ピカ☆★☆ンチ LIFE IS HARD たぶんHAPPY           | 鴨川忠   |
| 2018年 | 拉普拉斯的魔女                                 | 青江修介 |
| 2023年 | 涅墨西斯：黃金螺旋之謎                         | 風真尚希 |

### 動畫配音
| 首播   | 劇名           | 角色 | 電視台     |
| 2013年 | 推理要在晚餐後 | 影山 | 富士電視台 |

### 綜藝
| 首播   | 綜藝節目名稱                             | 電視台     |
| 2000年 | 餓鬼薔薇帝國2000!                        | TBS電視台  |
| 2001年 | 餓鬼薔薇                                 | TBS電視台  |
| 2001年 | 真夜中的嵐                               |            |
| 2001年 | USO!Japan                                | 日本電視台 |
| 2002年 | C之嵐!                                   |            |
| 2002年 | 生嵐                                     |            |
| 2003年 | D之嵐!                                   |            |
| 2003年 | 探險! ホムンクルス                       |            |
| 2004年 | 嵐の技ありっ！                           |            |
| 2005年 | 澳大利亞大陸縱斷面!激斗3000km 超強勁遊戲 |            |
| 2005年 | まごまご嵐                               |            |
| 2005年 | G之嵐!                                   |            |
| 2006年 | 嵐の宿題くん                             | 日本電視台 |
| 2007年 | GRA                                      |            |
| 2008年 | 秘密嵐                                   | TBS電視台  |
| 2008年 | VS嵐                                     | 富士電視台 |
| 2010年 | 嵐的大挑戰第1期                          | 日本電視台 |
| 2013年 | 現在，這個臉孔很厲害！                   | TBS電視台  |
| 2014年 | 櫻井·有吉 THE夜會                        | TBS電視台  |
| 2016年 | 櫻井・有吉THE夜會                        | TBS電視台  |
| 2017年 | 嵐的大挑戰第2期                          | 日本電視台 |
| 2021年 | 1億3000萬人的show channel                | 日本電視台 |

### 舞台劇
| 首播   | 劇名                          | 角色      |
| 1997年 | 傑尼斯的幻想KYO TO KYO        |           |
| 1998年 | 傑尼斯的幻想KYO TO KYO 舞台版 |           |
| 2004年 | West side story               | Tony      |
| 2006年 | The Beautiful Game            | 約翰·克里 |

### 報道節目
| 首播    | 報道節目名稱 | 電視台     | 備注 |
| 2006年  | NEWS ZERO    | 日本電視台 | 星期一主播 |
| 2007年- | ZERO×選舉    | 日本電視台 | ZERO×選舉2007 NNN總選舉特別節目 ZERO×選舉2009 ZERO×選舉2010 NNN總選舉特別節目 ZERO×選舉2012 ZERO×選舉2013擔當「MY VOICE」角色 NNN衆院選特別番組 ZERO×選挙2014 小泉進次郎訪談、プレゼンター NNN参院選特別番組 ZERO×選挙2016 小泉進次郎訪談、「VOTE18」、擔當「MY VOICE」角色 NNN衆院選特別番組 ZERO×選挙2017 小泉進次郎訪談、擔當「MY VOICE」角色 |

### 音樂節目
| 首播           | 報道節目名稱                     | 電視台     | 備注     |
| 2009年3月24日  | Music Lovers DREAM LIVE 2009     | 日本電視台 | 司儀     |
| 2009年～       | 日本電視台系音樂的典禮最佳美術家 | 日本電視台 | 綜合主持 |
| 2009年12月15日 | BEST ARTIST 2009                 | 日本電視台 | 綜合主持 |
| 2010年12月15日 | BEST ARTIST 2010                 | 日本電視台 | 綜合主持 |
| 2011年11月30日 | BEST ARTIST 2011                 | 日本電視台 | 綜合主持 |
| 2012年3月7日   | 日本電視台系音樂的力量 2012      | 日本電視台 | 綜合主持 |
| 2012年11月28日 | BEST ARTIST 2012                 | 日本電視台 | 綜合主持 |
| 2013年7月6日   | THE MUSIC DAY 音樂的力量         | 日本電視台 | 綜合主持 |
| 2013年11月27日 | BEST ARTIST 2013                 | 日本電視台 | 綜合主持 |
| 2014年7月12日  | THE MUSIC DAY 音樂的力量         | 日本電視台 | 綜合主持 |
| 2014年11月26日 | BEST ARTIST 2014                 | 日本電視台 | 綜合主持 |
| 2015年7月4日   | THE MUSIC DAY 音樂是太陽         | 日本電視台 | 綜合主持 |
| 2015年11月24日 | BEST ARTIST 2015                 | 日本電視台 | 綜合主持 |
| 2016年7月2日   | THE MUSIC DAY 夏日的起點         | 日本電視台 | 綜合主持 |
| 2016年11月29日 | BEST ARTIST 2016                 | 日本電視台 | 綜合主持 |
| 2017年7月1日   | THE MUSIC DAY 願望達成的夏天     | 日本電視台 | 綜合主持 |
| 2017年11月28日 | BEST ARTIST 2017                 | 日本電視台 | 綜合主持 |
| 2018年7月7日   | THE MUSIC DAY 伝えたい歌         | 日本電視台 | 綜合主持 |
| 2018年11月28日 | BEST ARTIST 2018                 | 日本電視台 | 綜合主持 |
| 2018年12月31日 | 紅白歌合戦                       | NHK        | 白組主持 |
| 2019年12月31日 | 紅白歌合戦                       | NHK        | 白組主持 |

### 體育節目
| 首播   | 體育節目名稱                                                            | 備注       |
| 2007年 | 2007年排球世界盃                                                        | 主要主持人 |
| 2008年 | 向The Moments-北京繼續的瞬間                                            |            |
| 2008年 | 北京奧運排球世界盃最後預選                                              | 主要主持人 |
| 2008年 | 2008年夏季奧林匹克運動會                                                | 主要主持人 |
| 2010年 | 2010年冬季奧林匹克運動會                                                | 特別主持人 |
| 2012年 | LONDON HEAT～倫敦熱視線～                                               |            |
| 2012年 | 2012年夏季奧林匹克運動會                                                | 主要主持人 |
| 2012年 | 向明石家秋刀魚&櫻井翔&上田晉也在倫敦！日本代表命運日SP                  |            |
| 2012年 | 倫敦奧林匹克運動會2012 秋刀魚·櫻井·上田的獎牌獲得者生大集結！慶祝勝利會 |            |
| 2016年 | 2016年夏季奧林匹克運動會                                                | 主要主持人 |
| 2019年 | 2019年世界盃橄欖球賽                                                    | 特別支持者 |

### 個人演唱會
- Extra Storm in Winter '06 THE SHOW 櫻井翔 Solo concert（2006.1.14 - 1.31）

### 相關書籍
- 《In a rush!―嵐1st写真集》（Magazine House mook）
- 《嵐04150515―嵐之Pika☆Nchi Daily Life》（M.Co）
- 《Pika☆☆Nchi A to Z―嵐之Pika Nchi Double Daily Life》（M.Co）
- 《アラシゴト》(集英社)　- 嵐（著）

## 外部連結
- SHO SAKURAI OFFICIAL SITE｜櫻井翔 官方網站
- 櫻井翔的Instagram帳戶
- 櫻井翔｜STARTO ENTERTAINMENT （页面存档备份，存于）